# Hauraki Gulf
Der Hauraki Gulf, seit dem 25. September 2014 offiziell Hauraki Gulf / Tīkapa Moana genannt, ist eine große Bucht im Nordwesten der Nordinsel von Neuseeland, mit Zugang zum Pazifischen Ozean.

## Geographie
Der Hauraki Gulf liegt östlich von Auckland zwischen Northland und Auckland auf der westliche Seite und der Coromandel Peninsula auf der östlichen Seite. Südlich befindet sich die Bucht des Firth of Thames, die Teil des Hauraki Gulf ist. Im Norden zählt noch die östliche und westliche Seite von Te Hauturu-o-Toi / Little Barrier Island zum Hauraki Gulf und nach Nordosten begrenzt Great Barrier Island das Gewässer. Zugang zum Pazifischen Ozean bekommt die Bucht über die drei Wasserwege Jellicoe Channel, zwischen Northland und Te Hauturu-o-Toi / Little Barrier Island, Cradock Channel, zwischen Te Hauturu-o-Toi / Little Barrier Island und Great Barrier Island, und Colville Channel, zwischen Great Barrier Island und der Coromandel Peninsula. Alle drei Channels sind geographisch noch dem Hauraki Gulf zugeordnet.
Die größten Inseln, die innerhalb des Golfs liegen, sind Kawau Island, östlich von Warkworth, und Rangitoto Island, Motutapu Island, Waiheke Island und Ponui Island / Chamberlins Island, östlich von Auckland liegend.

## Namen und Namensherkunft
Eine mögliche Erklärung für die Bedeutung des Namens Hauraki ist die Wortzusammensetzung von hau und raki. Da hau in der Sprache der Māori u. a. Wind bedeutet und raki Nord, könnte der Name mit „Nördlicher Wind“ übersetzt werden.
Die anderen Namen, die der Golf für die Māori besitzt, sind Tikapa Moana und Te Moananui a Toi. Sie haben ihren Ursprung in der Mythologie der Māori, in der das Arawa Waka (Kanu) in der geschützten Bucht des Hauraki Gulfs an der Küste der Coromandel Peninsula an Land ging und seine Crew dort siedelte.

## Entstehung

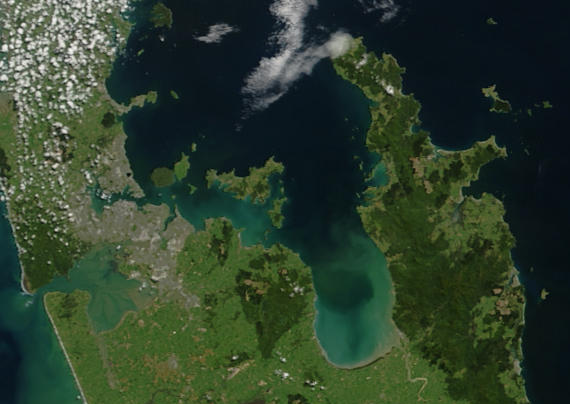
Satellitenaufnahme vom Hauraki Gulf (oben Mitte) und der Coromandel Peninsula (rechts). Die Aufnahme stammt von einem NASA-Erdsatelliten vom 23. Oktober 2002.

Der Hauraki Gulf entstand nach der letzten Eiszeit vor rund 10.000 Jahren, als die Eismassen schmolzen und dadurch bedingt der Meeresspiegel anstieg. Die große Ebene, die zwischen den heutigen Inseln lag, wurde überflutet und so Teil des Ozeans. Es entstand ein flaches Gewässer mit zahlreichen Buchten, Landzungen und Naturhäfen. Die Küstenlandschaft wurde durch Mündungsarme, Feuchtgebiete und einer üppigen Küstenwaldlandschaft geprägt.

## Hauraki Gulf Marine Park
Der Hauraki Gulf Marine Park umfasst mit 13.900 km² ein wesentlich größeres Gebiet als der Hauraki Gulf. Grund der Einrichtung des Meeresschutzgebietes im Jahr 2000 war, das einzigartige Ökologische Seegebiet um den Hauraki Gulf vor den negativen Einflüssen des Ballungsraums Aucklands und vor den Einflüssen der Land- und Viehwirtschaft zu schützen.
So wurden die Wassereinzugsgebiete des Hauraki Gulfs Teil der Schutzzone. Da neben dem Ballungsraum Auckland, auch die intensive Bewirtschaftung der Hauraki Plains Einfluss auf das Meeresökosystem des Golfs hat, wurde die Schutzzone auch auf die große südlich angrenzende landwirtschaftlich genutzte Ebene, die ebenfalls zum Wassereinzugsgebiet des Golfes gehört, ausgedehnt. Auch die Coromandel Peninsula, zuzüglich des östlichen Seegebietes vor ihrer Küste, wurde in die Schutzzone miteinbezogen.
Dennoch gelangten weiterhin Dünger und Abwasser in den Golf, dessen Küstenregion als das am schnellsten wachsende Siedlungsgebiet von Neuseeland gilt. Das Fischen im Meeresschutzgebiet blieb weiterhin erlaubt. Es kam zu einem großen Rückgang der Biodiversität. Bis 2019 nahm der Bestand von einigen wichtigen Meerestieren dramatisch ab, der früher vorherrschenden Tangwald verschwand.